# رود میوشوجی
رود میوشوجی (به لاتین: Myōshōji River) یک رود در ژاپن است که در سوگینامی-کو، توکیو واقع شده‌است.